# Club amitié radio
Le Club Amitié Radio, de 1973 à 2007 (année de sa fermeture), a été une association de radioécouteurs des stations radios francophones du monde. 

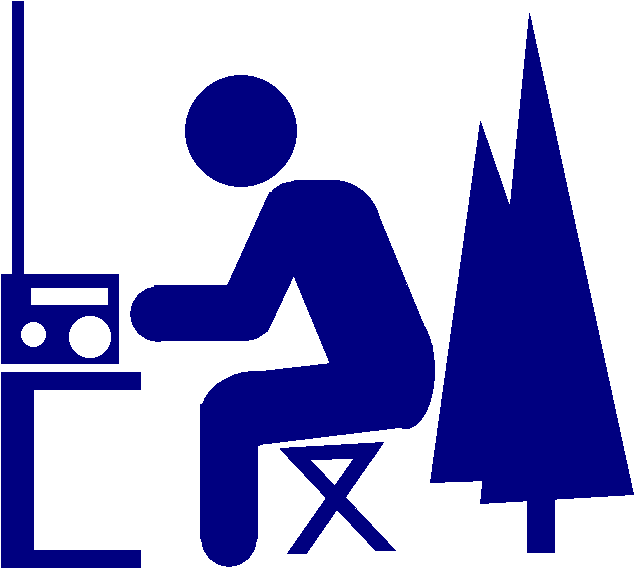
Logo SWL radioécouteur.

## Description

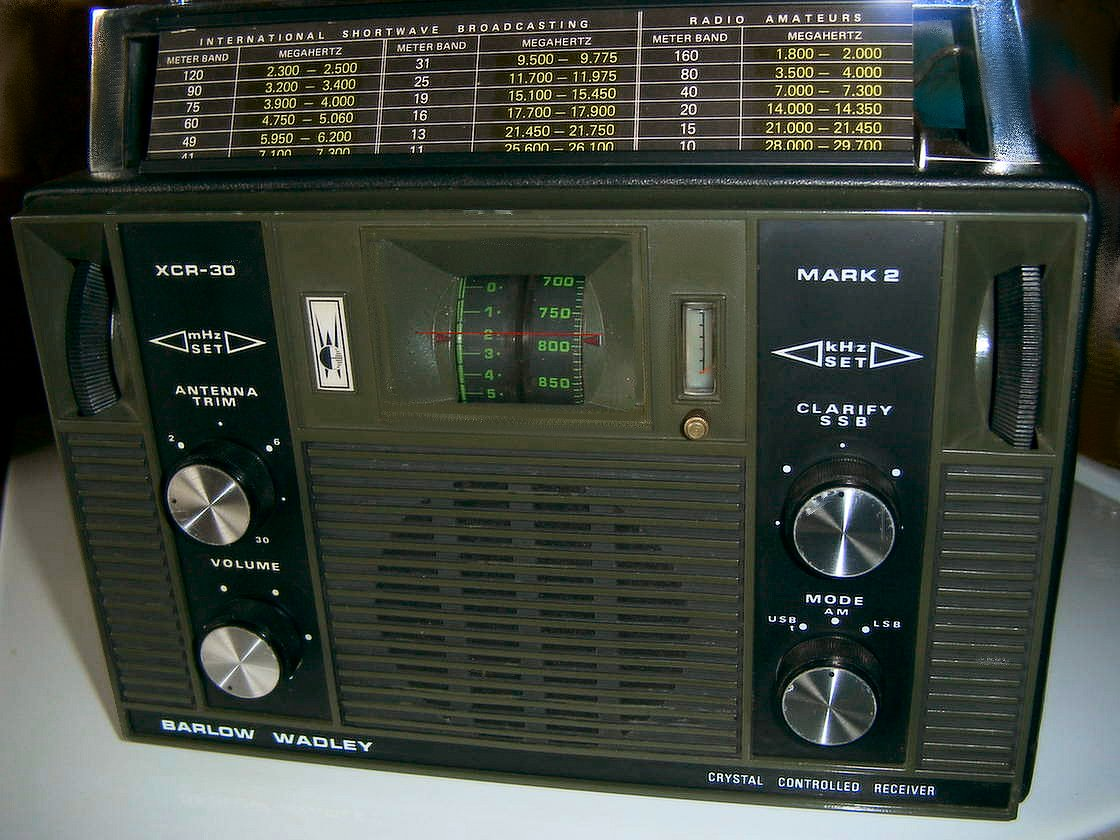
Récepteur radio ondes courtes.

Le club Amitié Radio était pour l'échange d'information, de rencontre pour les radioécouteurs de DX, s'intéressant à l'écoute des transmissions en ondes courtes et en petites ondes (radiodiffusions, radio pirates, et en général utilitaires, radioamateurs, marines, aéronautique, radiocommunication de catastrophe, etc.). Le président du club fut Roland Paget.

## Publications
- À l’Écoute du Monde : publication périodique des émissions radios internationales (la dernière revue est le N°163 de septembre/octobre 2007).
- Radio Panorama : bulletin mensuel de 8 pages envoyé à tous les membres, contenant une liste réactualisée chaque mois de toutes les émissions de radiodiffusion internationale en langue française dans le monde par ondes courtes et en petites ondes, ainsi que les dernières actualités sur la radiodiffusion francophone et des petites annonces. En plus du World Radio TV Handbook.